# Quintus Caecilius Metellus Nepos (Konsul 57 v. Chr.)
Quintus Caecilius Metellus Nepos († um 55 v. Chr.) war ein Politiker der späten römischen Republik.
Quintus Caecilius Metellus Nepos war ein Sohn des Quintus Caecilius Metellus Nepos. Er war in der Jugend oft als Ankläger aktiv, allerdings wohl nicht sehr bedeutend. Er ging 67 v. Chr. als Legat des Pompeius nach Kleinasien und später nach Syrien, wo er bis 63 v. Chr. blieb. Im Jahr 62 v. Chr. war Nepos Volkstribun und verhinderte Ciceros Rechenschaftsablegung am letzten Tag von dessen Konsulat. Nach gewaltsamen Konflikten mit seinem Kollegen Marcus Porcius Cato Uticensis ging er zu Pompeius nach Asia und wurde vom Senat suspendiert. Nepos war im Jahr 60 v. Chr. Prätor und anschließend vermutlich Statthalter einer Provinz.
Im Jahr 57 v. Chr. war Nepos mit seinem Verwandten Publius Cornelius Lentulus Spinther Konsul und trat trotz früherer Feindschaft für Ciceros Rückberufung ein. Er nahm 56 v. Chr. an der Konferenz von Luca teil und ging anschließend als Prokonsul nach Spanien (Hispania citerior), wo er vereinzelte Erfolge gegen die Vaccaer erzielte. Im Jahr 55 v. Chr. ging er nach Rom zurück und starb wenig später.